# 内藤まろ
内藤 まろ（ないとう まろ、1970年1月16日 - ）は、日本の映像作家、文筆家、イラストレーター。本名、内藤 貴明（ないとう たかあき）。内藤まろ企画代表。早稲田大学卒業。妻は女優の永作博美。

## 略歴
文化庁メディア芸術祭、ロサンゼルス・ショートフィルムフェスティバル、佐治敬三賞（グランプリ）、クリエーターオブザイヤーノミネート、カンヌ広告賞、ニューヨークADC賞（グランプリ）、TCC新人賞ほか受賞。

## 主な作品

### 映像
- NHKみんなのうた「ケラケラ」作詞、作曲、映像
- NHKプチプチ・アニメ「しりとり王国」監督
- NHKプチプチ・アニメ「レスキューYOYO」監督、音楽
- NHKプチプチ・アニメ「つながるアニマル〜たすけあい」監督、音楽
- 「エコファン」監督（2009年6月27日 - 7月10日まで、ラピュタ阿佐ヶ谷にて上映）
- 「ステファンの恩返し」監督
- 「ステファン宇宙へゆく」監督（東京MXTV、カートゥーンネットワーク）

### 文筆・イラストレーション
- NHK「みんなのうた」テキスト・表紙イラスト
- 日本航空機内誌 SKYWARD「映画の旅」連載コラム
- BRIO「ここちの壷」連載コラム
- 日本政策投資銀行・表紙イラスト
- テレビ東京「波のロード」原作
- コトリンゴ「こんにちはまたあした」作詞
- ぬるリーマン（ソニーデジタルエンターテイメント）
- 万年筆4コマ連載「いと男かし」

### 広告
- 月桂冠「つき」・夫婦シリーズ - 本作が永作博美との出会いと言われている[1]。
- 江崎グリコ「ビスコ」・つよい赤ちゃんシリーズ※
- NOVA「異文化コミュニケーション」 / NOVA友キャンペーン
- TBSラジオ・分社化キャンペーン / 2009年キャンペーン※
- トヨタ自動車「シエンタ」新発キャンペーン※
- アサヒ飲料「十六茶」姉弟・年間キャンペーン※
- 東亞合成・アロンアルフア
- コカ・コーラ「globe」キャンペーン
- 日産自動車・イチロニッサンキャンペーン

### その他
- 品川女子学院・課外授業
- 兵庫県立美術館「山田修二の軌跡展」・映像監督
- 日本広告業協会「時代が待っていたネオクリエイター」展・講演
- 日本広告協会「全日本夏期大学」講演